# Искалунга (Потенца)
Искалунга (итал. Iscalunga) је насеље у Италији у округу Потенца, региону Базиликата.
Према процени из 2011. у насељу је живело 87 становника. Насеље се налази на надморској висини од 505 м.